# Río Colorado (Río Negro)
Río Colorado es una ciudad en la provincia de Río Negro, Argentina. Es cabecera del departamento Pichi Mahuida. Es conocida como la puerta de la Patagonia argentina, considerando su ubicación geográfica respecto a la posición privilegiada que tiene al limitar estrechamente con la provincia de La Pampa. 
Se encuentra ubicada al noreste de la provincia de Río Negro en la orilla Sur del Río Colorado, que da nombre a la localidad, en el KM. 858 de la Ruta Nacional 22.

## Historia
El primer asentamiento poblacional se registró en el paraje conocido como Buena Parada, a fines del siglo XIX.
En 1897 se inauguró el ramal ferroviario Neuquén – Bahía Blanca, estableciéndose en los terrenos más altos una estación a la que se llamó Río Colorado. Por decreto del 29 de marzo de 1901, firmado por el entonces presidente de la Nación, Julio Argentino Roca, se declaró oficialmente pueblo a Buena Parada y estación de ferrocarril a Río Colorado.
En 1915 una gran inundación destruyó la mayoría de las edificaciones existentes, ocasionando el traslado de las autoridades institucionales a los terrenos adyacentes a la estación ferroviaria.

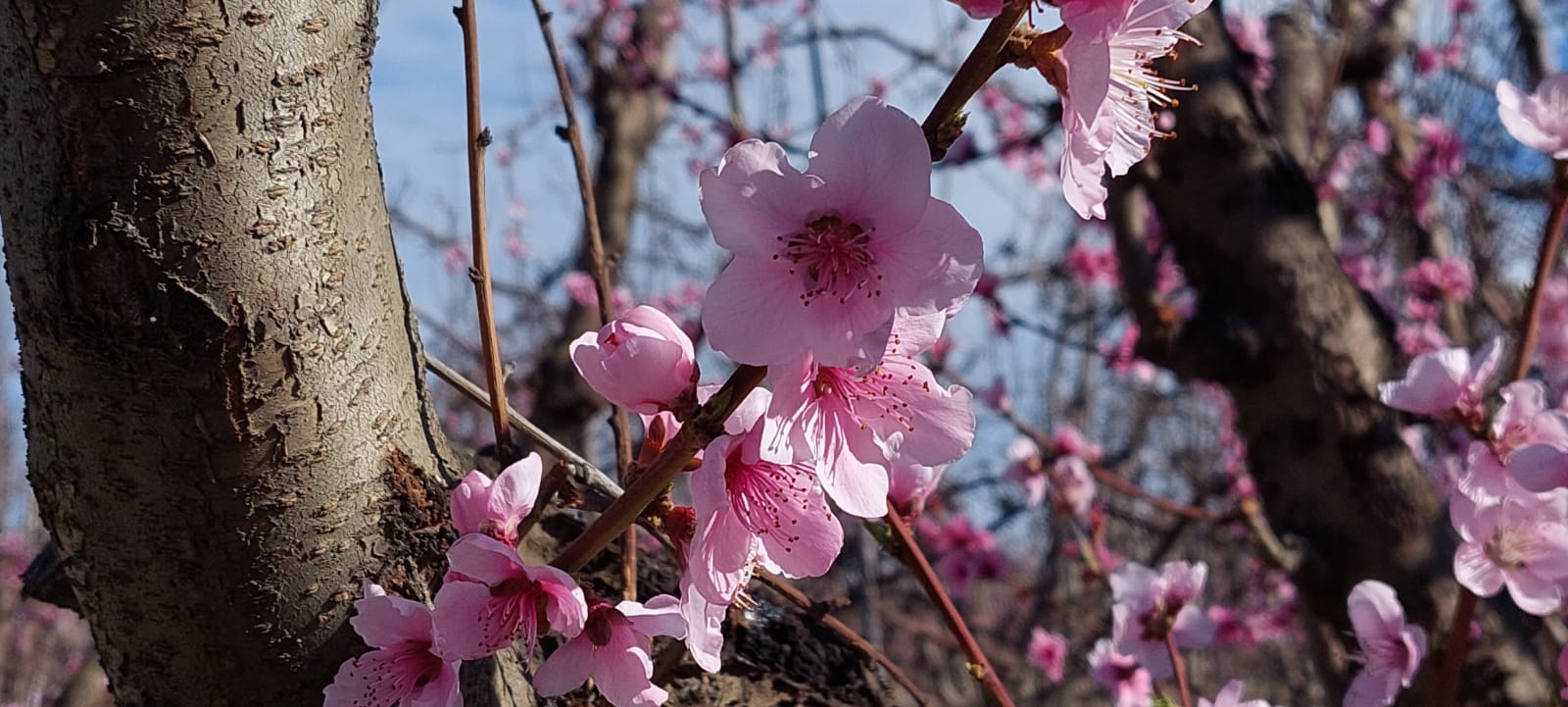

## Colonia Julia y Echarren
En el año 1920 el terrateniente y emprendedor Jorge Burnichon consigue interesar a las personas destacadas del lugar en su idea de incrementar valores y progreso del riego. El ingeniero Juan Echarren hace gratuitamente un estudio completo de Irrigación del Valle Medio del Colorado. En ese momento se comprueba la incapacidad financiera para ejecutar los canales. Allí interesan al acaudalado Don Lorenzo Juliá, retirado de los negocios, formándose seguidamente la empresa constructora Julia y Echarren. Los vecinos por su parte forman la sociedad anónima Irrigación.
En 1924 el ingeniero Echarren se dispuso a crear una granja modelo. Sistematizó el suelo y las obras internas de irrigación, estableciendo dotaciones de riego y principios rectores en el uso del agua. Allí aprendió el cultivador lugareño cuestiones como la actuación para obtener rendimientos óptimos con dotaciones de riego de 0,4 l, la fecundación la manzana deliciosa, la defensa contra heladas, las características e importancia de los reparos, etc. 
La gran crisis económica del año 1930 afectó a los productores locales.
En 1946 resurge la industria nacional, lo que hace posible mayor demanda consumidora de frutas y vinos, produciendo una creciente capitalización de la Colonia Julia y Echarren que se favorecen con la Cooperativa de Productores, inicialmente promovida por Amadeo Pagliai y reactivada posteriormente por un numeroso y abnegado núcleo de productores, encabezado por Euranio Rusconi.

### Historia de Río Colorado
La expedición hacia el sur llevada a cabo por Julio Argentino Roca en 1879 a cargo de algo más de 6.000 efectivos, tuvo real importancia para el asentamiento poblacional del hoy Río Colorado. Dos motivos de trascendencia motivaron la cruzada; uno de ellos era la encarnizada lucha contra las tribus indígenas llamadas por entonces "indios chilenos" quienes, luego de sus malones, comercializaban en Chile la ganadería sustraída. La otra era ir fundando poblaciones entre los ríos Colorado y Negro, tal como lo había planeado el Presidente Sarmiento en 1856. Este avance implicó choques sangrientos con las tribus que transitaban por las orillas del río en tránsito desde los territorios pampeanos hacia los cordilleranos.
Roca con sus hombres vadearon el río sobre paso Alsina, acampando en lo que después se llamaría “Buena Parada”. Posteriormente continuó viaje hacia la isla Choele Choel.
Surgieron entonces los primeros asentamientos de pobladores, integrados por miembros de pueblos originarios,  mestizos, e inmigrantes europeos; en ambos márgenes del río, “Melicura” en el norte y “Buena Parada” en el sur. Con la llegada del ferrocarril sur en el año 1895, nació un nuevo asentamiento en los alrededores de esta estación de tren, llamado “Burnichon” porque los propietarios de esas tierras se llamaban así.
El 29 de marzo de 1901, el presidente Julio A. Roca firma la resolución acordando a “Buena Parada”, estación de “Río Colorado” como cabecera del departamento Adolfo Alsina y asiento de las autoridades. Para ese tiempo “Buena Parada” contaba ya con escuela, comisaría y juzgado de Paz, lo que implicaba no renunciar al privilegio de ser el centro más importante para entregarlo sin luchar al nuevo Río Colorado.
Esto trajo aparejado un enfrentamiento descarnado entre ambas poblaciones que duró largo tiempo.
La inundación del año 1914, que arrasa a “Buena Parada”, hizo que todas las autoridades y comercios del lugar se trasladaran a “Río Colorado” y así esta parte comenzó a crecer velozmente, implantándose nuevos comercios e industrias que se vieron favorecidos por la proximidad de la estación ferroviaria, La resolución del Presidente Roca, firmada el 29 de marzo de 1901, es tomada como fecha de aniversario de Río Colorado.

### Historia del ferrocarril y Buena Parada
En el año 1897 llega el tren a Río Colorado.
En 1908 fue el año de máximas existencias de ovinos en la historia. La zona noreste del territorio nacional de Río Negro entre ellos los ríos Colorados y Negro, era la que concentraba el mayor número de cabezas (poco más del 30% de la producción total).
Sin duda el más importante fue el denominado “Buena Parada” o “Estación Ferrocarril” dispuesto cabecera del distrito Alfonsina Alsina, en 1901.
Otro núcleo urbano que apareció simultáneamente fue el pueblo Burnichon en tierras que los hermanos Eugenio y Jorge Burnichon poseían en cercanías del interior (tenían unas 20 mil hectáreas). Ambos asentamientos se disputaban la estación y compitieron hasta que una catástrofe natural definió el trazado definitivo del pueblo de Río Colorado en base al pueblo Burnichon. Buena Parada existió justamente hasta que el río Colorado se desbordó.

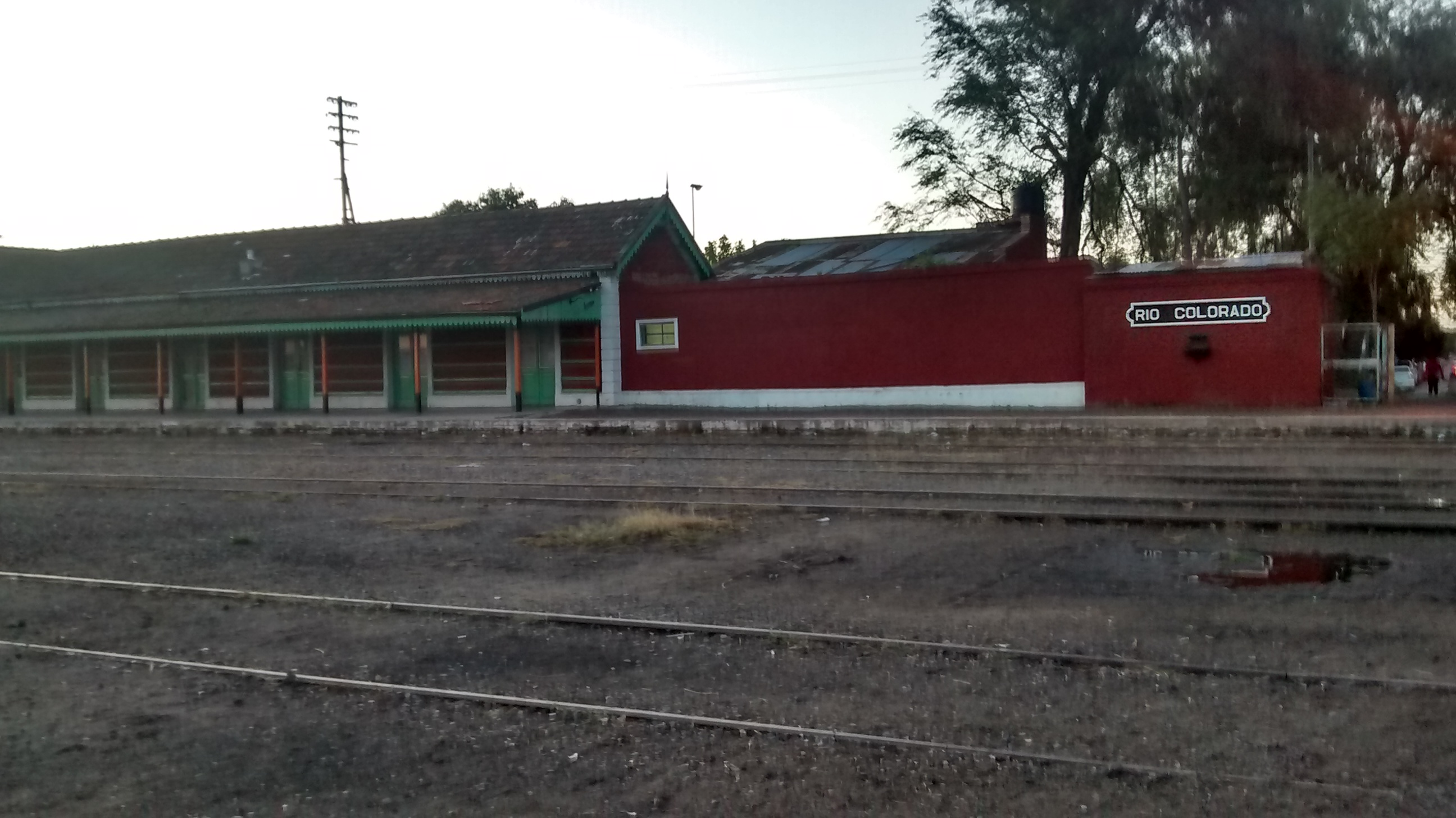

Esto fue en 1915 y constituyó unos de los episodios más dramáticos vividos en este territorio en el siglo XX. Buena Parada y el Valle circundante fueron literalmente barridos por la crecida, los niveles fueron de 1,5 metros en la estación y 3,6 metros en la estación Pichi Mahuida.
Al bajar las aguas se inició un nuevo ciclo que profundizó el desarrollo de la ganadería y de la agricultura, cuyos centros neurálgicos fueron el pueblo de Río Colorado y la Colonia Julia y Echarren.

### Historia Sistemática del Salto Andersen
1921.- Comienzo trabajos de construcción del canal de riego y emparejamiento de las tierras de Julia y Echarren, por iniciativa privada. Se habilitan unas 4000 hectáreas 
1939.- La obra pasa a cargo de la Dirección General de Irrigación y en la actualidad la Intendencia de Riego de Agua y Energía ejerce la administración de la misma.
1942.- Comienzan estudios para hacer un dique derivador y productor de energía que dominara un valle de 24000 ha (contando 6000 en La Plata).
1950.- Comienza obra dique Andersen y se termina la obra de cabecera (dique y derivador) en 1954.
1955.- Agua y Energía comienza por administración a contracción del canal principal haciendo en 10 años, 41 kilómetros de canal.
1965.- Se contrata a distintas empresas para la terminación de la red de canales principal y secundarios. Las obras finalizan en 1973.
1971.- Las fuerzas vivas de Río Colorado representadas en ese momento por los Sres. Angelletti, German, Scharer, Ferroni, Pagliai, Barragán, Mengelle, y Severino, eleven petitorios a las autoridades provinciales y nacionales donde solicitan:
- Expropiación de las tierras para su mejor distribución.Nuevo Puente Carretero que une las localidades de Río Colorado (Río Negro) y de La Adela (La Pampa).Elaborar un proyecto de desarrollo.

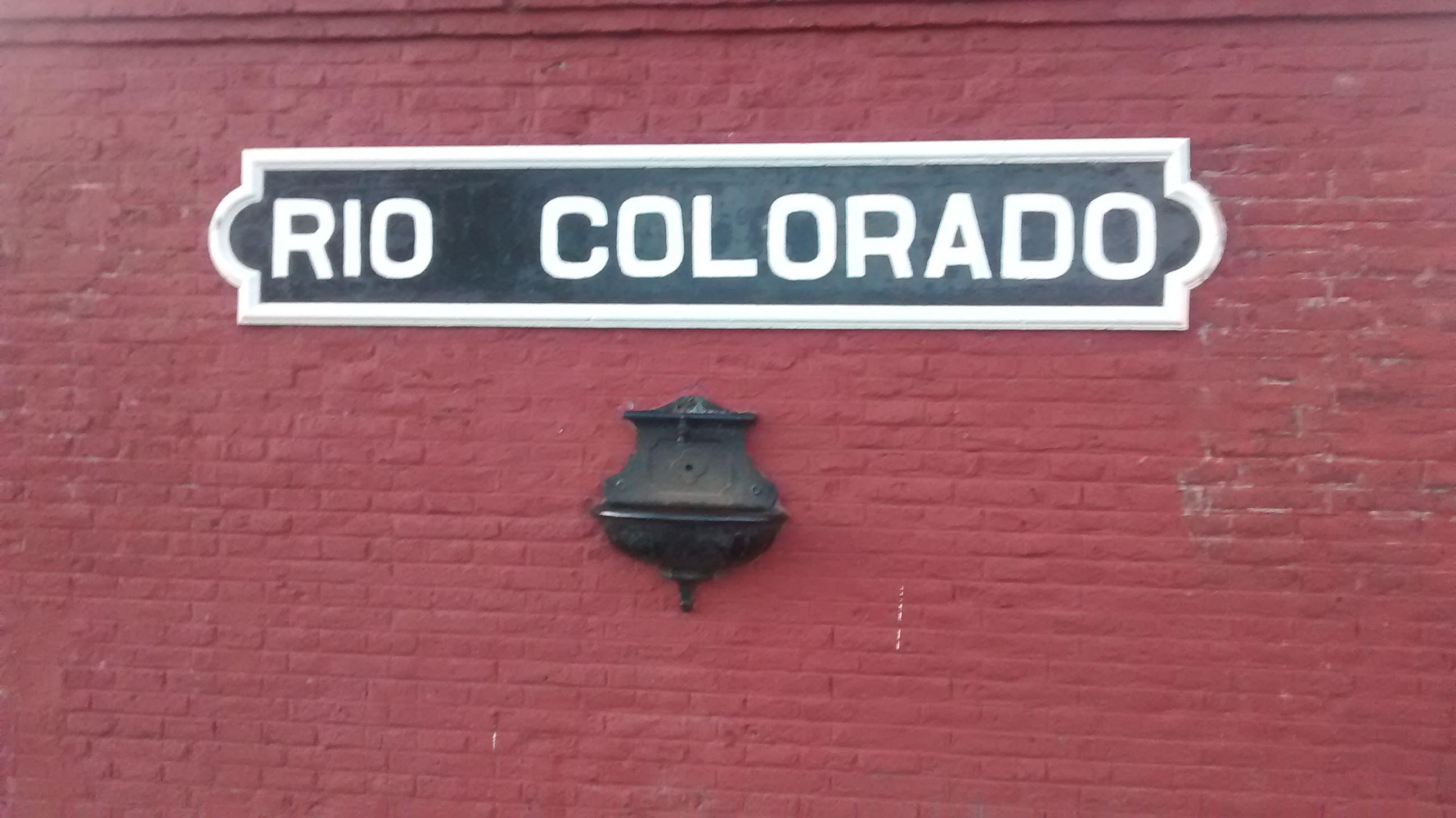

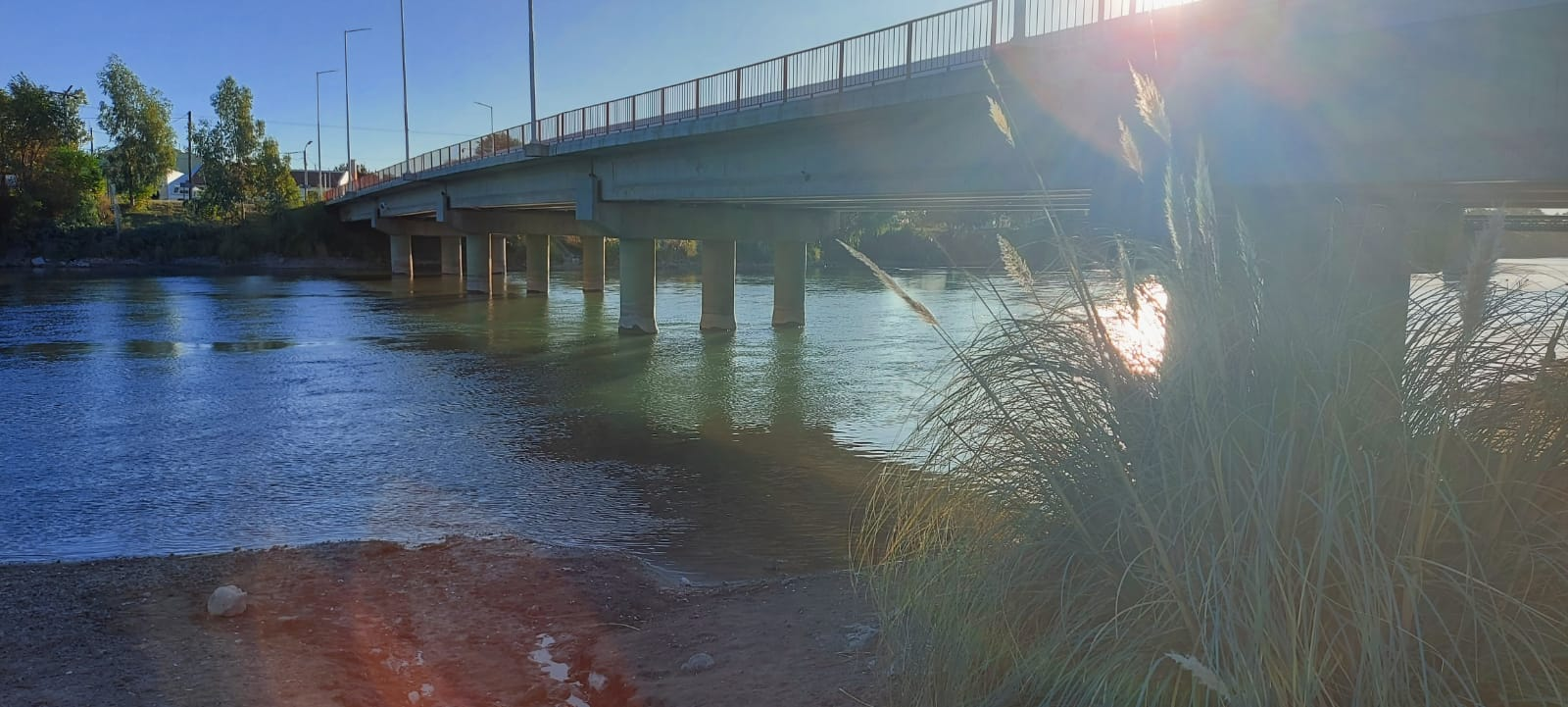
Nuevo Puente Carretero que une las localidades de Río Colorado (Río Negro) y de La Adela (La Pampa).

Conexión con la energía de la usina de Salto Andersen.
1972.- Comienzan las obras de revestimiento del canal principal desde el dique hasta Juan de Garay (28 km) terminando en 1973
1974.- El gobierno provincial declara de utilidad pública las tierras y sujetas a expropiación. Se realizan los estudios necesarios como: estudio de suelos, proyecto de riego, proyecto de colonización, etc. Este mismo año, Agua y Energía prepara el pliego de condiciones para licitar el resto de la obra de revestimiento de los canales principal y secundario.
1976.- Se deroga la ley de utilidad pública y de reexpropiación, Agua y Energía sigue tratando de conseguir financiación oficial para la terminación de la obra.
1979.- Suceden los siguientes acontecimientos:
- Agua y Energía pasa en diciembre a la provincia
- La comisión de Tierras Áridas nos visita
- La gente se autoconvoca con representantes de fuerzas vivas

Se pide audiencia con el gobernador.
1950.- En mayo de este año se comienza la construcción de las obras del sistema (dique y canal derivador) mediante la contratación de la empresa Puma Argentina S. A. Que finaliza la obra en mayo de 1954. Llegan dos turbinas de 5 000 kW
1955.- La intendencia de riego comienza por administración la construcción del canal y sus obras de arte ejecutando en el término de diez años 41 km de canal.
1956.- Derivan las turbinas al sur
1965.- Se firma contrato con la empresa Llapar S. A. para la terminación de toda la red de riego proyectada integrada por 34 km del canal principal comenzando las obras en enero de 1966 y manifiesta la imposibilidad técnica de cumplir con lo previsto.
1967.- La empresa de excavaciones De Ambrosi S. A. se hace cargo de la obra a partir de octubre de este año y finaliza en 1973.
1971.- Las fuerzas vivas de Río Colorado representadas en ese momento por los Sres. Angelletti, German, Scharer, Ferroni, Pagliai, Barragán, Mengelle, y Severino elevan un petitorio a las autoridades provinciales y nacionales donde se solicita:
- La expropiación de las tierras beneficiadas por el sistema de riego a aquellos propietarios que dentro de un plazo prudencial no se encuentren en condiciones de una adecuada explotación
- Que se declare de Utilidad Pública las áreas pertinentes para evitar cualquier tipo de especulación durante el tiempo que demanden los estudios previos
- Elaborar en el menor plazo posible con directa participación de las fuerzas vivas locales un estudio de colonización y un plan de adjudicación de las unidades de explotación deslindadas dando prioridad sucesivamente al elemento humano regional, provincial y nacional
- Concreción con carácter imperativo de la Interconexión Chocon Cerros Colorados y el aprovechamiento de las instalaciones existentes para la construcción de la Usina Hidroeléctrica en Salto Andersen (sobre la base de los estudios existentes en Agua y Energía) la que había sido licitada y suspendida dos veces

1972.- Comienzan las obras de revestimientos del canal principal desde el Salto Andersen hasta Juan de Garay como primera etapa del revestimiento total de dicho canal y el secundario IV que finaliza en el sifón de cruce a La Pampa. Dicha obra en diciembre de 1973 con 27,8 km de concreto asfáltico ejecutado por las empresas Hidrovial SACI Babio SACI.
1973.-El Rotary club de Río Colorado eleva un pedido de formación del Ederco (Ente de Desarrollo Río Colorado) organismo autárquico, con el objeto de lograr el desarrollo agroindustrial del valle a través de la incorporación de nuevas tierras bajo riego con el fin prioritario fin de ampliar, redistribuir y mejorar técnicamente las explotaciones existentes y fomentar el establecimiento de nuevas unidades productivas.
En agosto de este año por intermedio de la ley 843/73 se declara de Utilidad Pública el área dominada por el nuevo sistema de riego con cabecera en Salto Andersen. Según esta ley que delimitadas los sectores que no son afectados por ella (que suman unas 6 000 ha de las cuales 5 500 se encontraban en producción) a saber: Colonia Julia y Echarren, Colonia Reig y Nazar Anchorena.
1974.- El Ministerio de Agricultura Ganadería y Minería de la provincia de Río Negro crea la Delegación local de la Dirección de Colonización que junto con las delegaciones de Ganadería y bosque ejecuten las siguientes tareas:
- Relevamiento de mejoras sobre 14 000 ha con el objeto de tasar los inmuebles sujeto a la utilidad pública
- Estudio semidetallado de suelos mediante convenio con la Universidad Nacional del Sur sobre el área mencionada
- Estudio planimétrico: se ejecutaron mensuras de sectores con títulos antiguos o defectuosos que totalizaron 1700 ha
- Estudio freatimétrico: iniciado con participación del ITMAS, Instituto Tecnológico de minería y aguas subterráneas de la Dirección de Minería. Estos trabajos no se terminaron y prosiguieron con los mismos la intendencia de riego de Agua y Energía llegando a sacar conclusiones sobre la influencia del uso del canal principal de riego sobre las áreas que domina
- Estudio altimétrico: se realizó una nivelación del terreno con malla 100×50 m sobre una superficie de 3.538 comprendida entre Juan de Garay y la ciudad de Río Colorado, con la confección de planos de puntos acotados y curvas de nivel. Esta documentación técnica sirvió de base para implementar posteriormente un proyecto de riego racional del área a habilitar
- Anteproyecto de riego y drenaje del área a colonizar con la participación de técnicos del IDEVI
- Proyecto de Colonización, ejecutando con la participación del Consejo Federal de Inversiones

1975.- En noviembre del año anterior Agua y Energía prepara el pliego de condiciones para licitar la obra de revestimiento del canal principal, sección IV y obras complementarias con un presupuesto oficial $102 000 000 y un plazo de ejecución de 24 meses y comienza a solicitar el apoyo presupuestario para ejecutar dicha obra.
Se sanciona la ley provincial de expropiación Nº1015/75 como herramienta para implementar el plan propuesto en el proyecto de colonización.
1976.- Se interrumpen las actividades del Ministerio de Agricultura relacionadas con el proyecto y se anula la ley de Utilidad Pública y expropiación.
La Intendencia de Riego de Agua y Energía ejecuta un anteproyecto de riego de toda el área para reemplazar el anterior estudio que estaba referido a un parcelamiento determinado por la Dirección de Colonización.
1977-1978.- La intendencia local de Agua y Energía prosigue tratando infructuosamente de lograr algún tipo de crédito de organismos internacionales para finalizar la obra de revestimiento.
En reiteradas oportunidades visitan la zona funcionarios de organismos nacionales y provinciales relacionados con el tema y en todos los casos las fuerzas vivas muestran mediante el contacto directo para lograr el desarrollo del área habilitando el sistema.
1979.- La Dirección de Colonización realiza un estudio de situación y diagnóstico pormenorizados con el objeto de promover políticas para el desarrollo integral del área de riego. El documento fue publicado bajo el título de "Análisis de la Evolución y Desarrollo del Área Río Colorado" y concluye con la premisa fundamental de finalizar con las obras de infraestructura pendientes, a fin de posibilitar la expansión del área regable y el despegue socioeconómico de la región.
La Comisión Nacional de Tierras Áridas, organismo dependiente del Ministerio de Economía de la Nación, considera a Río Colorado prioridad uno en la provincia y el país en cuanto la terminación de las obras inconclusas.
Visitan la zona funcionarios del BID y del Ministerio de Agricultura de la Nación, y se les solicita la terminación de la obra; la intendencia de riego local actúa como catalizador de las inquietudes de la población.
En octubre de este año las autoridades nacionales deciden el traspaso de las obras de riego a las provincias.
La intendencia de riego de Agua y Energía ante los intentos frustrados de concretar la finalización de las obras por licitación eleva un pedido de presupuesto para ejecutar la obra faltante por administración vía obras menores en un plan de tres años.
En audiencias con el gobernador de la provincia de Río Negro y demás autoridades provinciales relacionados con el tema, las fuerzas vivas manifiestan la preocupación por las obras inconclusas y el grado de incertidumbre que hoy envuelve, como fue siempre, a la población.

## Clima
Existe una estación meteorológica en la localidad. En el siguiente cuadro, se presentan los resultados para la serie 1941 - 1990.
| Parámetros climáticos promedio de Río Colorado                  | Parámetros climáticos promedio de Río Colorado | Parámetros climáticos promedio de Río Colorado | Parámetros climáticos promedio de Río Colorado | Parámetros climáticos promedio de Río Colorado | Parámetros climáticos promedio de Río Colorado | Parámetros climáticos promedio de Río Colorado | Parámetros climáticos promedio de Río Colorado | Parámetros climáticos promedio de Río Colorado | Parámetros climáticos promedio de Río Colorado | Parámetros climáticos promedio de Río Colorado | Parámetros climáticos promedio de Río Colorado | Parámetros climáticos promedio de Río Colorado | Parámetros climáticos promedio de Río Colorado |
| Mes                                                             | Ene.                                           | Feb.                                           | Mar.                                           | Abr.                                           | May.                                           | Jun.                                           | Jul.                                           | Ago.                                           | Sep.                                           | Oct.                                           | Nov.                                           | Dic.                                           | Anual                                          |
| --------------------------------------------------------------- | ---------------------------------------------- | ---------------------------------------------- | ---------------------------------------------- | ---------------------------------------------- | ---------------------------------------------- | ---------------------------------------------- | ---------------------------------------------- | ---------------------------------------------- | ---------------------------------------------- | ---------------------------------------------- | ---------------------------------------------- | ---------------------------------------------- | ---------------------------------------------- |
| Temp. máx. abs. (°C)                                            | 42.8                                           | 42.6                                           | 38.8                                           | 37.3                                           | 28.8                                           | 25.5                                           | 27.0                                           | 27.8                                           | 33.1                                           | 36.0                                           | 40.2                                           | 42.3                                           | 42.8                                           |
| Temp. máx. media (°C)                                           | 32.1                                           | 30.8                                           | 27.0                                           | 22.5                                           | 17.6                                           | 13.9                                           | 13.9                                           | 16.7                                           | 19.3                                           | 23.4                                           | 27.5                                           | 30.1                                           | 22.9                                           |
| Temp. media (°C)                                                | 23.8                                           | 22.4                                           | 19.0                                           | 14.7                                           | 11.0                                           | 7.7                                            | 7.4                                            | 9.3                                            | 12.0                                           | 15.8                                           | 19.9                                           | 22.4                                           | 15.5                                           |
| Temp. mín. media (°C)                                           | 15.3                                           | 14.5                                           | 11.9                                           | 8.2                                            | 5.1                                            | 2.3                                            | 1.9                                            | 2.8                                            | 5.0                                            | 8.3                                            | 11.7                                           | 14.2                                           | 8.4                                            |
| Temp. mín. abs. (°C)                                            | 0.2                                            | 1.4                                            | -2.9                                           | -5.4                                           | -8.5                                           | -12.3                                          | -11.8                                          | -9.6                                           | -8.6                                           | -3.6                                           | -2.2                                           | -0.3                                           | -12.3                                          |
| Precipitación total (mm)                                        | 37.6                                           | 47.3                                           | 49.3                                           | 41.4                                           | 28.7                                           | 20.4                                           | 20.2                                           | 15.5                                           | 30.9                                           | 46.8                                           | 42.5                                           | 42.8                                           | 423.4                                          |
| Días de precipitaciones (≥ 0)                                   | 5                                              | 5                                              | 6                                              | 5                                              | 5                                              | 5                                              | 6                                              | 4                                              | 5                                              | 6                                              | 6                                              | 6                                              | 64                                             |
| Horas de sol                                                    | 319                                            | 281                                            | 264                                            | 201                                            | 152                                            | 108                                            | 136                                            | 174                                            | 195                                            | 242                                            | 285                                            | 322                                            | 2679                                           |
| Humedad relativa (%)                                            | 48.0                                           | 52.0                                           | 61.6                                           | 67.0                                           | 60.4                                           | 74.0                                           | 73.2                                           | 63.4                                           | 59.4                                           | 56.2                                           | 50.8                                           | 48.4                                           | 59.5                                           |
| Fuente: Secretaría de Minería y Servicio Meteorológico Nacional |                                                |                                                |                                                |                                                |                                                |                                                |                                                |                                                |                                                |                                                |                                                |                                                |                                                |

En el año 2017, más precisamente en el mes de enero, se alcanzó una sensación térmica máxima de 49.5 °C, marcando así la máxima temperatura térmica registrada en su historia.[cita requerida]
En Río Colorado, los veranos son muy caliente y mayormente despejados; los inviernos son fríos, secos y parcialmente nublados y está ventoso durante todo el año. Durante el transcurso del año, la temperatura generalmente varía de 2 °C a 33 °C y rara vez baja a menos de -3 °C o sube a más de 38 °C. Sobre la base de la puntuación de turismo, la mejor época del año para visitar Río Colorado para actividades de tiempo caluroso es desde finales de octubre hasta finales de marzo.

## Población
Los resultados definitivos del censo 2010 arrojaron que la comarca del Río Colorado posee 13 828 habitantes. Este dato incluye los barrios rurales alejados de la aglomeración principal, población dispersa y la localidad vecina de La Adela, que se encuentra en la margen opuesta del río. La tasa de crecimiento demográfico con respecto al censo 2001 fue 0,12%, una de las más bajas entre las ciudades mayores de la provincia de Río Negro. Haciendo mención únicamente a la ciudad de Río Colorado, la misma cuenta con 11,733 habitantes (Indec, 2010), lo que representó un incremento del 3,7% frente a los 11,314 habitantes (Indec, 2001) del censo anterior. 

El censo 2022 arrojó 6.948 viviendas con una población estable de 16.132 habitantes en el municipio.
| Gráfica de evolución demográfica de Río Colorado entre 1991 y 2022 |
|                                                                    |
| Fuente: Censos nacionales del INDEC                                |

## Economía
La economía se encuentra basada en la agricultura y la ganadería. Sin embargo, se han desarrollado otras actividades alternativas relacionadas con la producción.
El sistema Salto Andersen, obra correctora del declive de la obra vieja y ampliatoria del área de regadío, fue proyectada previa nacionalización de los canales viejos, apoyada por unanimidad. Es decir que el sistema primitivo de los canales de riego tenía poca pendiente por eso fue necesario construir el dique Salto Andersen. 
Faltó la impermeabilización del canal principal en una tercera parte de su extensión. Esto afectó a la superficie regable de la Colonia Reig, tierras del bajo Gualicho y aguas debajo de la Colonia Julia y Echarren. Durante muchos años y 

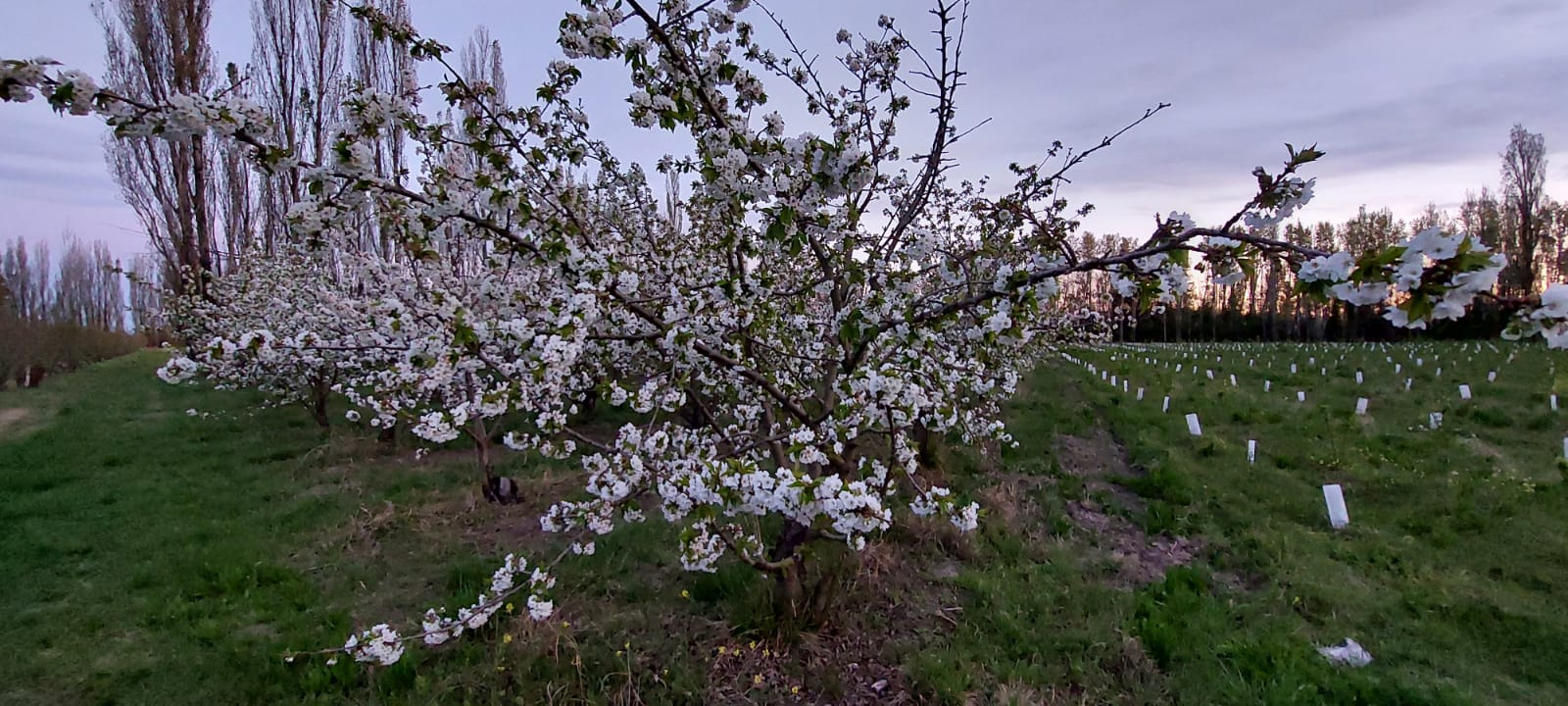

reiteradamente se concretaron gestiones a favor de su terminación.
Al cumplirse el estudio de factibilidad de la obra y el estudio de rentabilidad, la misma se llevó adelante por parte de "Agua y Energía de la Nación".
Vista la necesidad energética, la provincia de Río Negro lícitó la obra para generación de la energía. Se hará cargo del organismo o institución que la provincia determine.

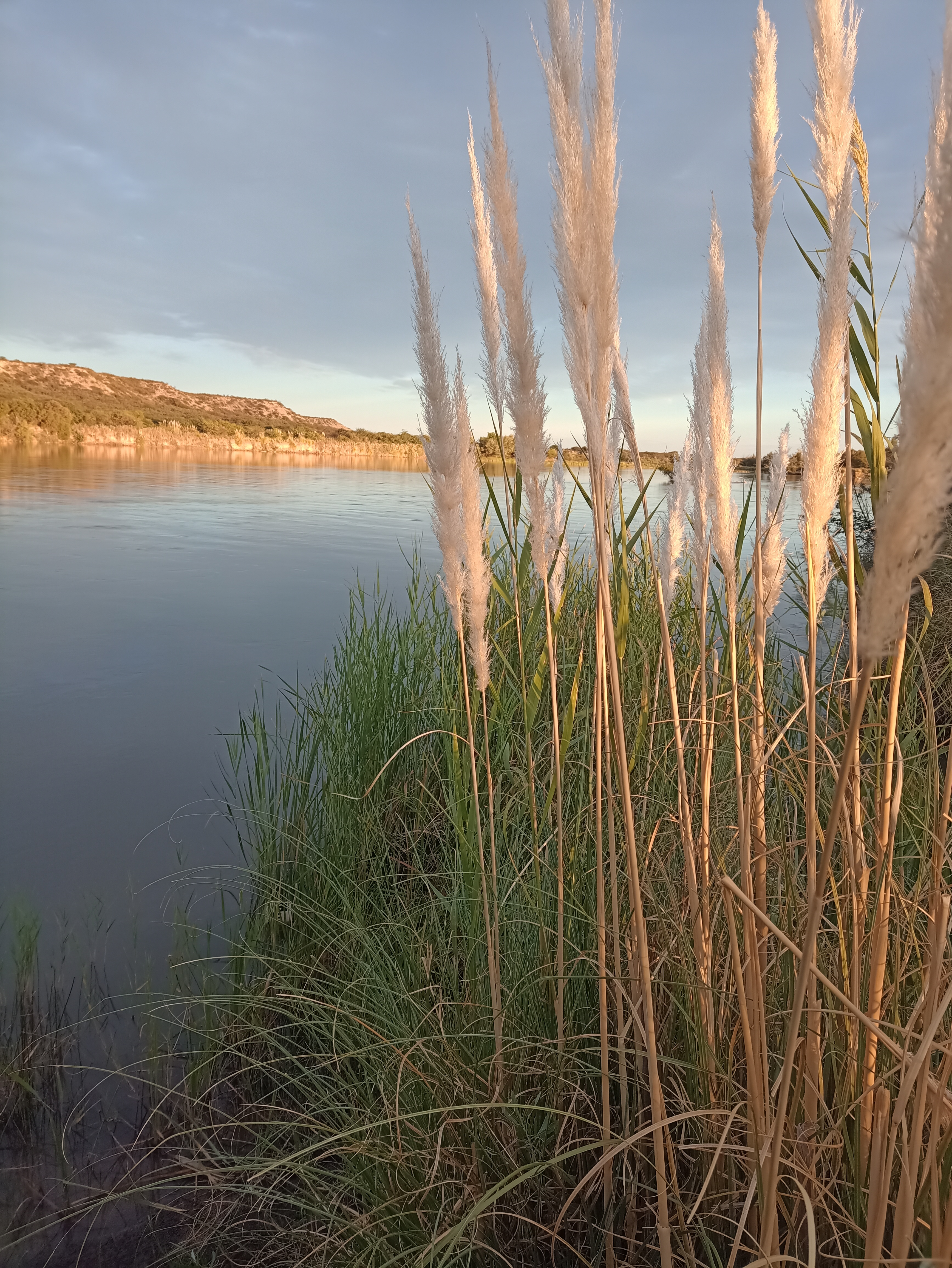
Lugar cerquita de la ciudad de Río Colorado

Geográficamente Río Colorado tiene una ubicación estratégica en el corredor turístico patagónico ya que es un punto de visita obligado de aquellos viajeros que provienen de la ciudad autónoma de Buenos Aires y sus alrededores, así como del noreste argentino. Tienen como destino los centros turísticos cordilleranos de Río Negro y Neuquén. Así mismo es una opción interesante para los viajeros que desde el Norte tienen como destino la zona de las playas patagónicas argentinas.

## Parroquias de la Iglesia católica en Río Colorado
| Diócesis   | Viedma                   |
| ---------- | ------------------------ |
| Parroquias | Sagrado Corazón de Jesús |
| Parroquias | Santa María              |

## Personalidades destacadas
- Ignacio Malcorra, futbolista profesioal nacido en Río Colorado. En 2023 se convirtió en el primer futbolista riocoloradense en ganar un campeonato en la Primera División del fútbol argentino (Copa de la Liga - Rosario Central).

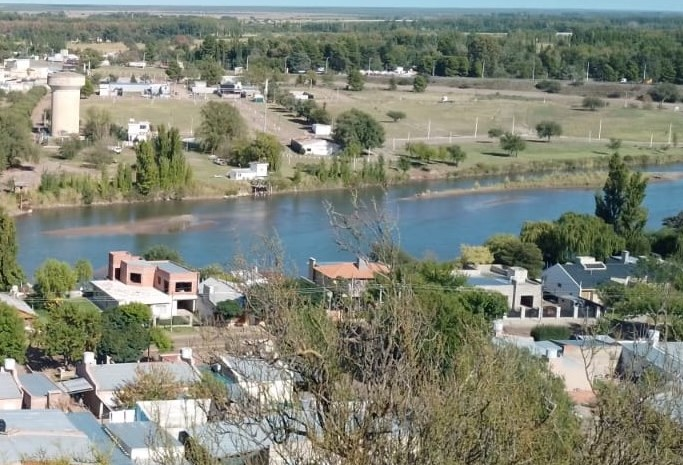
Río Colorado, límite geográfico entre La Adela, La Pampa y Río Colorado, Río Negro.